# Raúl Castro
Đại tướng Raúl Modesto Castro Ruz (sinh ngày 3 tháng 6 năm 1931) là nhà cách mạng, nhà chính trị người Cuba. Ông vừa là em trai, cũng vừa là người bạn chiến đấu từ những ngày đầu của Cách mạng Cuba cùng với cựu Chủ tịch Cuba Fidel Castro. Cùng với Fidel Castro và Che Guevara, ông là một trong 3 nhân vật nổi bật nhất của Cách mạng Cuba. Ông là Bí thư thứ nhất Ban Chấp hành Trung ương Đảng Cộng sản Cuba đến 19 tháng 4 năm 2021, kế nhiệm bởi Miguel Díaz-Canel. Ngày 19 tháng 4 năm 2018, ông thôi giữ chức Chủ tịch Hội đồng Nhà nước, Chủ tịch Hội đồng Bộ trưởng, Tổng tư lệnh tối cao Các Lực lượng Vũ trang Cách mạng Cuba sau khi Phó chủ tịch thứ nhất Miguel Díaz-Canel được bầu kế nhiệm.

## Tiểu sử
Cha Raul, Ángel Castro là một người di cư từ Tây Ban Nha, mẹ ông, bà Lina Ruz là một phụ nữ người Cuba gốc Galicia. Ông là con út của một gia đình có sáu người con. Khi còn nhỏ, Raul và anh trai bị đuổi học khi học tiểu học. Sau đó cũng như anh trai Fidel Castro, Raul chuyển sang Trường Dòng Tên Dolores tại Santiago và Trường Dòng Tên Belen tại La Habana. Khi là sinh viên, Raul học ngành khoa học xã hội. Trong khi Fidel Castro là một sinh viên xuất sắc, Raul chỉ đạt học lực trung bình. Ông là một nhà xã hội chủ nghĩa nhiệt tình sớm gia nhập Đoàn Thanh niên Xã hội chủ nghĩa, một tổ chức liên kết với Đảng Cộng sản Cuba thân Liên Xô.
Ngay từ thời thanh niên, ông đã tham gia các hoạt động bạo động của sinh viên chống chế độ độc tài Fulgencio Batista. Năm 1953, Raul cùng Fidel và Tổ chức 26 tháng Bảy tấn công trại lính Moncada, nhưng thất bại và bị kết án 22 tháng tù giam. Mãn hạn tù, hai anh em nhà Castro vượt biên sang México, ở đó họ gặp gỡ và tham gia tổ chức của nhà cách mạng Che Guevara.
Năm 1956, Raul cùng Fidel và đồng đội đổ bộ lên Cuba từ du thuyền Granma và tổ chức thành công cách mạng Cuba, lật đổ chế độ Fulgencio Batista và tuyên bố thành lập Nhà nước cách mạng tự do đầu tiên ở vùng biển Caribe và Mỹ Latinh vào ngày 1 tháng 1 năm 1959.